# Hirántanya
Hirántanya (románul: Hirean) falu Romániában, Erdélyben, Beszterce-Naszód megyében.

## Fekvése
Nagynyulas (Milaş) mellett fekvő település.

## Története
Hirántanya (Hirean), korábban Nagynyulas (Milaş) része volt, 1910-ben 187 lakossal. 1956 252 lakosa volt.
1966-ban 234 lakosa volt, ebből 217 román, 1 magyar lakosa volt. 1977-ben 179 román lakosa volt. 1992-ben 102 lakosából 101 román, 1 magyar, a 2002-es népszámláláskor pedig 84 román lakost számoltak itt össze.